# 菊地浩司
菊地 浩司（きくち こうじ、1947年 - ）は、字幕翻訳家、日本語版制作・音響制作会社ACクリエイトの創業者であり、元 代表取締役 会長・現 相談役、映画翻訳家協会会員。東京都出身。学習院大学法学部卒業。現在活躍中の字幕翻訳家の中では、戸田奈津子に次ぐキャリアの持ち主。アクション、ホラーものを中心に幅広く手がける。代表作は『ロボコップ』シリーズ、『スタンド・バイ・ミー』、『セブン』、『スパイダーマン』シリーズ、『アラジン』など。『13日の金曜日』シリーズも多く担当しているが、本人はホラーが苦手だという。戸田とは友人。弟子に石田泰子、林完治、栗原とみ子、税田春介などがいる。

## 来歴
現在活躍中の字幕翻訳者の中でも、かなり波乱万丈の人生を歩んできた人物である。大学卒業後、ベルギーを遊学し、金物細工などを路上で売って生計を立てる。帰国後、演劇・舞踏などの舞台活動に参加する傍ら、映画喫茶でアルバイトをしたことがきっかけとなり、字幕翻訳に携わるようになる。英語塾を経営しながら、映画喫茶や学校、公民館で上演する古典の名作を翻訳。英語塾時代は外国人講師を数人雇っており英語漬けの毎日だったらしく、この経験が今の英語力の基礎になっているという。
字幕の仕事を世話してくれていた人物を怒らせてしまい、翻訳ができなくなってしまうという危機も体験したが、東北新社に自ら売り込みに行って新たな活路を見出す。そこで劇場映画をテレビ放送する仕事をするうちに、字幕を打ち込むラボに出入りするようになり、清水俊二や高瀬鎮夫の知己を得たことが、劇場字幕業界に進出するきっかけとなった。なお、フィルム1フィート（3分の2秒）につき3文字という原則を、ビデオ化に際し1秒4文字としたのも菊地である。

## エピソード
菊地が『モロッコ』（リバイバル）に字幕をつけたとき、"I wish I'd met you ten years ago."を「ずっと前に会いたかった」と訳し、先達の清水俊二に叱られた。映画はディテールが大事であり、初公開当時「十年前に逢いたかった」という台詞が流行したのだから、細かいニュアンスまでも出来る限り正確に訳すようにという薫陶であった。
アルク『翻訳辞典』2001年に掲載された神島きみ（フィルムに字幕を打ち込むラボ「テトラ」の経営者）との対談によれば、駆け出しのころ日本語表現が不自然だった菊地は、字幕の文字を手書きするタイトルライターのベテランたちに、「こんな日本語はありませんよ」などとしばしば窘められたという。